# Доње Бабине (Соколац)
Доње Бабине су насељено мјесто у општини Соколац, Република Српска, БиХ. Према попису становништва из 1991. у насељу је живјело 315 становника.

## Географија
Доње Бабине се налазе испод Бабинског Брда, које је огранак Сљеменске планине, а ова је огранак Деветака. Сљеменску планину чини планински вијенац који се протеже западно од Деветака у дужини од неких 150 км. и допире скоро до Олова. Доње Бабине се налазе на надморској висини од 1.100 метара. Насеље сачињава пет засеока: Ивазовићи, Бабине, Поднесењ, Кућанини и Доње Село.

## Саобраћај
Повезано је макадамским путем са Кнежином.

## Становништво
Ивазовиће и Доње Село је насељавао муслимански живаљ, док су у Бабинама живјели искључиво Срби. Некада је то било село са неких 120 домаћинстава. Имало је основну школу. Ивазовићи сада нису насељени, док у Бабинама и Доњем Селу сада живи само по неколико породица. У Бабинама и Поднесењу су некада живјеле следеће породице: Батинићи, Буковићи, Бучковићи, Матићи, Крстајићи и Савчићи. У Ивазовићима су живјеле породице Ивазовића, Мешића и Кантарија; у Кућанинима породице Кућанини и Штрбе; а у Доњем селу породице Шеховићи, Мујезини, Дољанчићи и Кутловци.
| Демографија | Демографија | Демографија |
| Година      | Становника  | Становника  |
| ----------- | ----------- | ----------- |
| 1991.       | 315         |             |